# Danau Bungara
Danau Bungara is een bestuurslaag in het regentschap Aceh Singkil van de provincie Atjeh, Indonesië. Danau Bungara telt 1013 inwoners (volkstelling 2010).